# Rockbjörnen
Rockbjörnen (pol. Rockowy Niedźwiedź) – szwedzka nagroda muzyczna przyznawana przez dziennik Aftonbladet od 1979 roku. Nagroda obejmuje kilka kategorii i koncentruje się głównie wokół muzyki pop i rock oraz najważniejszych wydarzeń związanych z tymi nurtami, które zaszły w ciągu ostatniego roku.